# Лайт, Уильям
Уильям Лайт (англ. Wiiliam Light; 27 апреля 1786 — 6 октября 1839, известен также как полковник Лайт (англ. Colonel Light)) — британо-малайский военно-морской и армейский офицер. Был первым генерал-губернатором провинции Южная Австралия, выбрал место для столицы колонии — Аделаиды и разработал план застройки города, который впоследствии получил название «Видение Лайта».
Родился в Куала-Кедахе (ныне — в малазйской провинции Кедах) в 1786 году, незаконнорожденный сын губернатора Пенанга капитана Фрэнсиса Лайта и Мартины Розеллс (англ. Martina Rozells).
Умер в Аделаиде (Южная Австралия) от туберкулёза.